# 국수전
국수전(國手戰)은 동아일보에서 1956년에 창설한 대한민국 최초의 바둑 기전이다. 2014년 기준으로 한국 기전 중 유일하게 도전기 형식으로 진행된다.

## 대회 개요
- 주최: 동아일보
- 후원: 기아자동차
- 기전 규모: 2억5천만원

우승 상금 4천 5백만원
- 대국규정

제한 시간 : 예선, 본선, 도전기 3시간, 초읽기 1분 5회
덤 : 6집반
진행방식 : 본선 총16명 토너먼트, 도전자 결정 3번기, 도전 5번기
시드 : 4강진출자 차기 대회 본선 시드

## 역사
조남철의 주도로 현대적인 바둑 체계가 갖추어지면서, 바둑의 발전을 위하여 현대적인 기전의 필요성이 대두되었다. 이에 동아일보에서 〈국수 제1위전〉이라는 명칭의 기전을 창설하였다. 국수(國手)는 전통적으로 한 나라를 대표할 만큼 바둑을 잘 두는 사람을 일컫는 말이었다. 당시 노국수(老國手)라 부르던 원로들에 대한 예우 차원에서 〈국수전〉 대신 〈국수 제1위전〉이라 명명되었다. 그러나 2기 이후로는 국수전이 공식 명칭이 되었다.
첫 대회 때는, 예선을 통과한 김봉선, 김명환, 신호열, 조남철이 본선 리그전을 벌였고, 전승으로 조남철이 초대 국수가 되었다. 2기 대회부터는 본선 리그를 우승한 최종 승자가 전기 우승자에게 도전하는 도전기 형식으로 바뀌었다.

## 역대 국수전 결과
| 기 | 연도   | 우승자           | 전적  | 준우승자         | 비고                                                 |
| -- | ------ | ---------------- | ----- | ---------------- | ---------------------------------------------------- |
| 1  | 1956년 | 조남철 5단       |       |                  | 초대 국수는 리그전으로 결정                          |
| 2  | 1957년 | 조남철 5단       | 7-0   | 민영현 2단       |                                                      |
| 3  | 1958년 | 조남철 6단       | 4-0   | 김명환 4단       |                                                      |
| 4  | 1959년 | 조남철 6단       | 2-1   | 김명환 4단       |                                                      |
| 5  | 1961년 | 조남철 7단       | 2-1   | 김봉선 5단       |                                                      |
| 6  | 1962년 | 조남철 7단       | 3-1-1 | 김인 4단         |                                                      |
| 7  | 1963년 | 조남철 7단       | 3-1   | 이창세 3단       |                                                      |
| 8  | 1964년 | 조남철 8단       | 3-2   | 이창세 3단       |                                                      |
| 9  | 1965년 | 조남철 8단       | 3-1   | 윤기현 5단       | 조남철 국수 9기 연패                                 |
| 10 | 1966년 | 김인 5단         | 3-1   | 조남철 8단       | 김인 국수위 쟁취                                     |
| 11 | 1967년 | 김인 6단         | 3-0   | 윤기현 6단       |                                                      |
| 12 | 1968년 | 김인 6단         | 3-0   | 윤기현 6단       |                                                      |
| 13 | 1969년 | 김인 6단         | 3-1   | 조남철 8단       |                                                      |
| 14 | 1970년 | 김인 7단         | 3-0   | 김재구 5단       |                                                      |
| 15 | 1971년 | 김인 7단         | 3-2   | 조남철 8단       | 김인 국수 6기 연패                                   |
| 16 | 1972년 | 윤기현 7단       | 3-2   | 김인 7단         | 윤기현 국수위 쟁취                                   |
| 17 | 1973년 | 윤기현 7단       | 3-1   | 노영하 4단       |                                                      |
| 18 | 1974년 | 하찬석 5단       | 3-1   | 윤기현 7단       | 하찬석 국수위 쟁취                                   |
| 19 | 1975년 | 하찬석 6단       | 3-1   | 강철민 5단       |                                                      |
| 20 | 1976년 | 조훈현 6단       | 3-1   | 하찬석 6단       | 조훈현 국수위 쟁취                                   |
| 21 | 1977년 | 조훈현 7단       | 3-0   | 홍종현 5단       |                                                      |
| 22 | 1978년 | 조훈현 7단       | 3-0   | 김수장 3단       |                                                      |
| 23 | 1979년 | 조훈현 7단       | 3-0   | 하찬석 7단       |                                                      |
| 24 | 1980년 | 조훈현 8단       | 3-0   | 서봉수 6단       |                                                      |
| 25 | 1981년 | 조훈현 8단       | 3-1   | 서봉수 7단       |                                                      |
| 26 | 1982년 | 조훈현 9단       | 3-1   | 서봉수 7단       |                                                      |
| 27 | 1983년 | 조훈현 9단       | 3-2   | 서봉수 7단       |                                                      |
| 28 | 1984년 | 조훈현 9단       | 3-1   | 서봉수 7단       |                                                      |
| 29 | 1985년 | 조훈현 9단       | 3-0   | 서봉수 7단       | 조훈현 국수 10기 연패                                |
| 30 | 1986년 | 서봉수 9단       | 3-0   | 조훈현 9단       | 서봉수 국수위 쟁취                                   |
| 31 | 1987년 | 서봉수 9단       | 3-1   | 조훈현 9단       |                                                      |
| 32 | 1988년 | 조훈현 9단       | 3-0   | 서봉수 9단       | 조훈현 국수위 복귀                                   |
| 33 | 1989년 | 조훈현 9단       | 3-1   | 이창호 3단       |                                                      |
| 34 | 1990년 | 이창호 4단       | 3-0   | 조훈현 9단       | 이창호 국수위 쟁취                                   |
| 35 | 1991년 | 조훈현 9단       | 3-2   | 이창호 5단       | 조훈현 국수위 복귀                                   |
| 36 | 1992년 | 조훈현 9단       | 3-1   | 이창호 5단       |                                                      |
| 37 | 1993년 | 이창호 6단       | 3-0   | 조훈현 9단       |                                                      |
| 38 | 1994년 | 이창호 7단       | 3-2   | 조훈현 9단       |                                                      |
| 39 | 1995년 | 이창호 7단       | 3-1   | 조훈현 9단       |                                                      |
| 40 | 1996년 | 이창호 9단       | 3-2   | 조훈현 9단       |                                                      |
| 41 | 1997년 | 이창호 9단       | 3-1   | 서봉수 9단       | 이창호 국수위 5기 연패                               |
| 42 | 1998년 | 조훈현 9단       | 2-0   | 이창호 9단       |                                                      |
| 43 | 1999년 | 루이나이웨이 9단 | 2-1   | 조훈현 9단       | 루이나이웨이 국수위 쟁취 (유일한 여성, 외국인 국수)  |
| 44 | 2000년 | 조훈현 9단       | 3-0   | 루이나이웨이 9단 |                                                      |
| 45 | 2001년 | 이창호 9단       | 3-1   | 조훈현 9단       |                                                      |
| 46 | 2002년 | 이창호 9단       | 3-0   | 조한승 5단       |                                                      |
| 47 | 2003년 | 최철한 9단       | 3-2   | 이창호 9단       | 최철한 국수위 쟁취                                   |
| 48 | 2004년 | 최철한 9단       | 3-0   | 이창호 9단       |                                                      |
| 49 | 2005년 | 이창호 9단       | 3-2   | 최철한 9단       | 이창호 국수위 복귀                                   |
| 50 | 2006년 | 윤준상 4단       | 3-1   | 이창호 9단       | 윤준상 국수위 쟁취                                   |
| 51 | 2007년 | 이세돌 9단       | 3-0   | 윤준상 6단       | 이세돌 국수위 쟁취                                   |
| 52 | 2008년 | 이세돌 9단       | 3-1   | 목진석 9단       |                                                      |
| 53 | 2009년 | 이창호 9단       | 3-1   | 홍기표 4단       | 이세돌 휴직으로 인해 국수위 반납, 이창호 국수위 쟁취 |
| 54 | 2010년 | 최철한 9단       | 3-1   | 이창호 9단       |                                                      |
| 55 | 2011년 | 조한승 9단       | 3-2   | 최철한 9단       | 조한승 국수위 쟁취                                   |
| 56 | 2012년 | 조한승 9단       | 3-0   | 최철한 9단       |                                                      |
| 57 | 2013년 | 조한승 9단       | 3-1   | 이세돌 9단       |                                                      |
| 58 | 2014년 | 박정환 9단       | 3-1   | 조한승 9단       | 박정환 국수위 쟁취                                   |
| 59 | 2016년 | 박정환 9단       | 3-0   | 조한승 9단       |                                                      |

## 같이 보기
- 국수